# Kerivoula lenis
Kerivoula lenis — вид рукокрилих родини Лиликові (Vespertilionidae).

## Поширення
Країни поширення: Індія, Індонезія, Малайзія. Існує мало інформації про екологію і переваги щодо середовища проживання цього виду. В Індії знаходиться в лісах. 

## Загрози та охорона
Загрози для цього виду не відомі. Цей вид, як відомо, живе в національному парку на острові Борнео.